# Ferdinand Stopka
Ferdinand Stopka (5. února 1903 Židenice – ???) byl český a československý politik Komunistické strany Československa a poválečný poslanec Ústavodárného Národního shromáždění.

## Biografie
Narodil se v Židenicích a od svých gymnaziálních studií byl aktivní v skautingu. Na přelomu let 1915 a 1916 se v Brně podílel na založení první skautské skupiny, nazvané Moravská družina skautů. V roce 1946 se uvádí jako úředník finanční správy a člen zemského náčelnictva Junáka, bytem Brno. V roce 1950 ale podporoval eliminaci skautingu.
Po parlamentních volbách v roce 1946 byl zvolen poslancem Ústavodárného Národního shromáždění za KSČ. Mandát získal až dodatečně v červnu 1947 jako náhradník poté, co rezignoval poslanec Vladimír Matula. Setrval zde do konce funkčního období, tedy do voleb do Národního shromáždění roku 1948.